# Дом купца Кудрина (Таганрог)
Дом купца Кудрина — памятник архитектуры, построенный в первой четверти XIX века по улице Шмидта, 10 в городе Таганроге Ростовской области. В большинстве источников он упоминается в качестве собственности семьи Кудриных, но в некоторых обозначен как недвижимость семейства Реми.

## История
Долгое время владельцами дома по улице Шмидта, 10 в Таганроге было семейство Кудриных. Дом был возведен в первой четверти XIX века архитектором Дюпоном де Ларю. Владельцем дома был купец II гильдии Яков Кудрин, его жену звали Доминика Авксентьевна. По состоянию на 1830 год известно, что в семье воспитывалось семеро детей: 3 мальчика и 4 девочки. После смерти Якова Кудрина в конце 1830-х годов, управлять семейными делами стал его сын Гавриил. Семья занималась продажей металлических деталей — скобяных изделий. Также в собственности Кудриных числились склады с деревом. Впоследствии, Гавриил Кудрин стал представителем купечества в коммерческом суде. Известно, что спустя время семья Кудриных оставила свои дела в Таганроге и переехала в Харьков. Но один из братьев Гавриила — Антон Яковлевич Кудрин — получив в Харькове юридическое образование, вернулся в Таганрог. В 1864 году он взял в жены Ксаверию Иосифовну Яблуновскую. У них родился сын Яков. Антон Яковлевич Кудрин умер в 1901 году, наследниками дома по улице Шмидта, 10, стали Нина Кудрина и Августина Попова. Известно, что в 1910 году в доме жил директор Коммерческого училища Евгений Михайлович Гаршин.
В 1992 году строение было признано памятником архитектуры местного значения. По состоянию на 2003 год в доме располагается детский сад «Кораблик».

## Описание
Дом по улице Шмидта,10 в Таганроге, представляет собой одноэтажное строение с полуподвальным помещением. Оно было построено в стиле раннего классицизма. Фронтон имеет треугольную форму, по замыслу архитектора он поддерживается 2 колоннами и 2 полуколонны, которые созданы в упрощенном ионийско-коринфском стиле.
На стволе колонны сделаны вертикальные желоба — каннелюры. Входная дверь украшена карнизом небольшого размера с лучевым фронтоном. Оформление фасада раньше можно было условно разделить на три части. Центральную часть выделяется полуколоннами с лепкой, расположенной сверху. Боковые части фасада здания обрамляются попарными полуколоннами и прямоугольными окнами. Полуподвальный этаж содержит окна и ниши. После перестройки здания, некоторые архитектурные детали и элементы были утрачены.

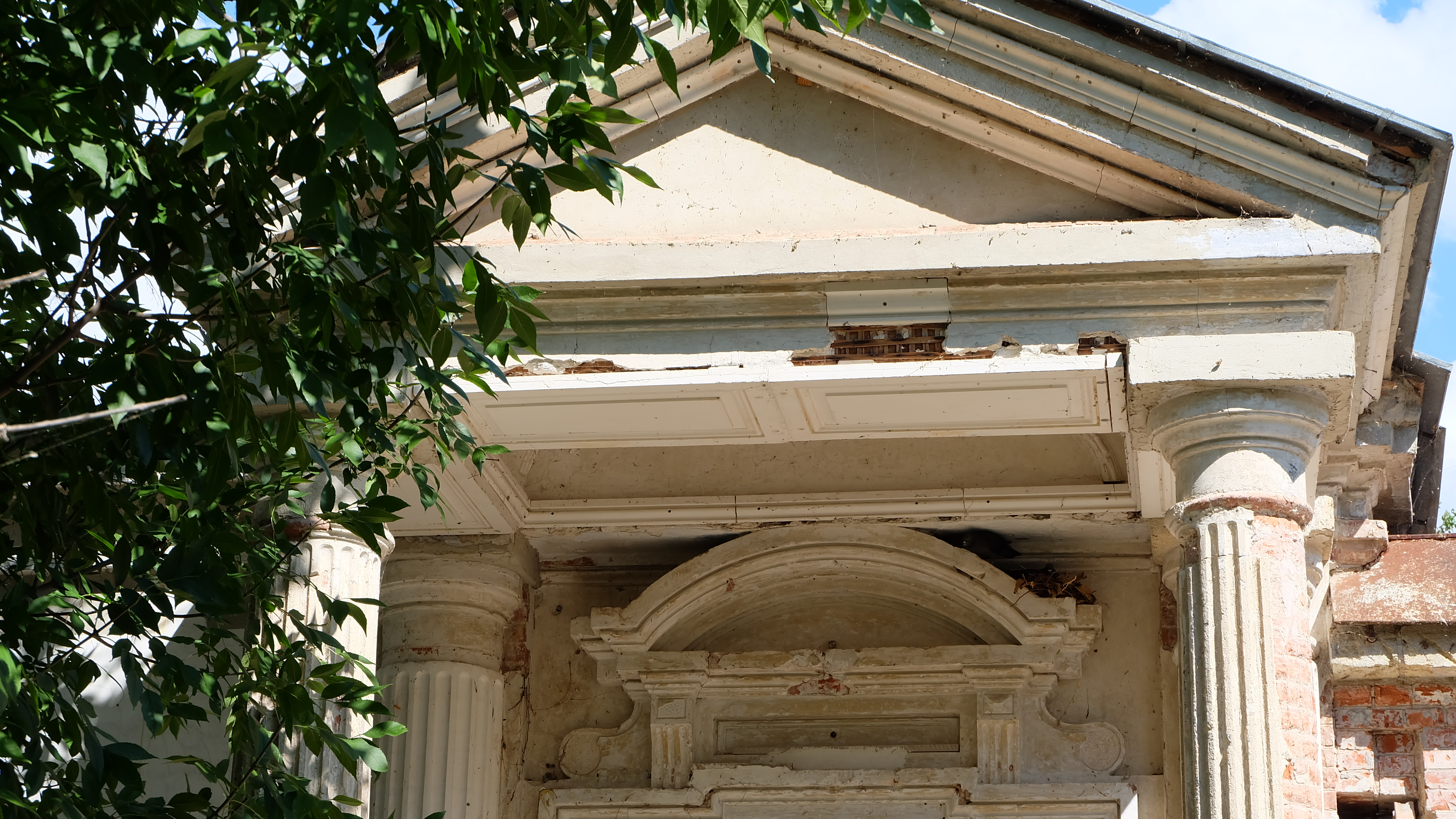